# 45 до н. е.

## Події
- 1 січня — вступив у дію Юліанський календар
- 17 березня — Битва при Мунді, остання битва Гая Юлія Цезаря в громадянській війні проти республіканців.

## Народились
- Ван Ман — перший і останній китайський імператор династії Сінь, який отримав славу як узурпатор престолу династії Хань.

## Померли
- лютий — Туллія Цицероніс, давньоримська матрона, дружина низки політиків Римської республіки, політичний діяч.
- 17 березня — Тит Лабієн, давньоримський полководець,  легат Юлія Цезаря під час  Галльської війни, один з найближчих помічників Цезаря, сприяв багатьом його успіхам.
- 12 квітня — Гней Помпей Магн Молодший, військовий та політичний діяч пізньої Римської республіки.
- 31 грудня — Квінт Фабій Максим — політичний та військовий діяч Римської республіки, консул-суфект 45 року до н. е.